# Randy Oveneke
Kedjima Randy Oveneke (Anversa, 3 gennaio 1986) è un ex cestista e allenatore di pallacanestro belga con cittadinanza della Repubblica Democratica del Congo.

## Carriera
Dopo aver disputato quattro stagioni nella NCAA con i Dragons della Drexel University, dal 2008 al 2011 ha militato negli Antwerp Giants.
Con il Belgio ha disputato i Campionati europei del 2011.